# Frank Mugisha
Frank Mugisha es un defensor de los derechos LGBT de Uganda, ganador de los premios: Robert F. Kennedy de derechos humanos y Premio Rafto por su activismo. Junto con Val Kalende, Victor Mukasa, Patrick Leuben Mukajanga y Kasha Jacqueline Nabagesera, es uno de los más prominentes defensores de los derechos LGBT de Uganda.

## Biografía
Mugisha nació en un suburbio de Kampala, Uganda. Educado en una familia estrictamente católica, reveló por primera vez su homosexualidad a su hermano a los 14 años. Aunque su salida del armario produjo el rechazo y la separación de algunos de sus familiares, otros miembros de su familia y amigos siguieron apoyándolo.
Cuando aún se encontraba estudiando en la universidad en 2004, fundó Icebreakers Uganda, una organización creada como una red de apoyo a ugandeses LGBT que estaban fuera del armario o en el proceso de informar a sus familias y amigos. Mugisha es actualmente el director ejecutivo de Sexual Minorities Uganda (SMUG), una federación de cuatro organizaciones, que incluye Icebreakers Uganda.
Mugisha era amigo íntimo del también activista y fundador de SMUG, David Kato, que fue asesinado en enero de 2011 tras denunciar con éxito al periódico sensacionalista Rolling Stone por publicar los nombres de 100 ugandeses supuestamente LGBT, animándo a la gente a «colgarlos». Mugisha fue uno de los denunciantes de SMUG, que, representados por el Center for Constitutional Rights y usando la ley Alien Tort, han denunciado al evangelista estadounidense Scott Lively por crímenes contra la humanidad, por su labor en la creación y aprobación del proyecto de ley antihomosexual de Uganda. El trabajo de Lively ha sido descrito como incitación a la persecución de hombres gais y lesbianas y como una «conducta [...] que trata de dañar y privar activamente a otras personas de sus derechos [los que] es la definición de persecución». En agosto de 2013, el juez federal de distrito Michael A. Ponsor dictaminó que los denunciantes tenían argumentos sólidos bajo la ley internacional y federal; también dictaminó que una defensa basada en la libertad de expresión era prematura.
En un escrito en The Guardian de 2014, Mugisha argumentaba que la homofobia y el odio detrás de la ley antihomosexual de Uganda son de origen occidental: «Yo soy un hombre gay. También soy ugandés. No hay nada anti-africano en mí. Uganda es donde he nacido, crecido y que llamo mi hogar. Es también el país en el que me he convertido poco más que un criminal libre por a quien amo. Quiero que mis conciudadanos ugandeses entiendan que la homosexualidad no es una importación de occidente y que nuestros amigos en el mundo desarrollado reconozcan que lo homofobia sí lo es».

## Premios y reconocimientos
Mugisha ganó en 2011 el Robert F. Kennedy de derechos humanos y el premio Thorolf Rafto, cuyos anteriores premiados incluyeron a Aung San Suu Kyi, José Ramos-Horta, Kim Dae-jung y Shirin Ebadi, por su trabajo en defensa de los derechos LGBT en Uganda. También ha recibido un doctorado honoris causa por la Universidad de Gante.
Mugisha fue nominado al Premio Nobel de la Paz en 2014.